# Carrer Antònia Ramon i Garulo
El carrer Antònia Ramon i Garulo està ubicat entre el carrer Sant Ramon i el carrer de la Puríssima al municipi valencià de Sollana. És un dels pocs que hi ha dedicats a una dona.